# Sectarismo
El sectarismo es la intolerancia, discriminación u odio que surgen de dar importancia a las diferencias percibidas entre diferentes grupos sociales, políticos o religiosos, o entre las subdivisiones dentro de un grupo, como las diferentes manifestaciones de una misma religión o las facciones de un movimiento político.
Las bases ideológicas de las actitudes y comportamientos sectarios son extraordinariamente variados. Los miembros de un grupo religioso o político pueden creer que su propia salvación, o el éxito de sus objetivos particulares, requiere la búsqueda agresiva de la conversión de otros grupos, o los partidarios de una facción determinada pueden creer que para lograr sus proyectos políticos o religiosos los opositores deben ser purgados.
En ocasiones un grupo que está bajo presión económica o política ataca a los miembros de otro grupo que considera responsable de su propia decadencia. Sectarismo podría definir también la "ortodoxia" más rígida, la creencia de un grupo u organización que expulsa o excomulga a aquellos que no son compatibles con sus definiciones políticas o religiosas "ortodoxas". En otras ocasiones, el sectarismo puede ser la expresión de ambiciones nacionalistas o culturales de un grupo.
La expresión "conflicto sectario" generalmente se refiere a los conflictos violentos entre diferentes religiones o facciones políticas, tales como los conflictos entre católicos y protestantes en Irlanda del Norte (las divisiones de clase pueden desempeñar también un papel importante). También puede referirse en general a la disparidad filosófica o política entre diferentes escuelas de pensamiento, como la existente entre chiitas y sunitas.